# Абат Аймбетов
Абат Кайратович Аймбетов (каз. Абат Қайратұлы Айымбетов; 7 серпня 1995, Кизилорда, Казахстан) — казахський футболіст, нападник клубу «Астана» і збірної Казахстану. Триразовий чемпіон Казахстану. Входить до топ-10 бомбардирів збірної Казахстану за всю історію.

## Клубна кар'єра
Професійна кар'єра Аймбетова розпочалася у місті Актобе, де він у 2012 році підписав контракт із місцевим однойменним футбольним клубом. Із західно-казахстанською командою «Актобе» виграв чемпіонат Казахстану 2013 року, а також брав участь у кваліфікаційному раунді Ліги Європи сезону 2013/14.
У 2013 році Абат Аймбетов у заключному 32 турі забив переможний гол у ворота «Ордабаси», тим самим принісши п'яте чемпіонство своєму клубу. У 2020 році перейшов у «Кайрат». Ставши найкращим бомбардиром команди, закріпився у збірній Казахстану та виграв золото у чемпіонаті Казахстану.

## Кар'єра у збірній
Виступав у збірних Казахстану до 17 та до 21 року.
Аймбетов дебютував у збірній Казахстану з футболу 8 червня 2019 року у відбірковому матчі Євро-2020 проти Бельгії, вийшовши на заміну на 66-й хвилині замість Максима Федіна.
Свій перший гол у національній збірній забив 7 вересня 2020 року проти Білорусі в Лізі націй УЄФА. У цій грі Казахстан поступився з рахунком 1:2.

## Досягнення
«Актобе»
- Чемпіон Казахстану : 2013
- Срібний призер чемпіонату Казахстану: 2014
- Бронзовий призер чемпіонату Казахстану (2): 2012, 2015
- Володар Суперкубку Казахстану : 2014
- Фіналіст Кубка Казахстану : 2014

«Кайрат»
- Чемпіон Казахстану: 2020

«Астана»
- Чемпіон Казахстану : 2022
- Срібний призер чемпіонату Казахстану : 2021